# Geranomyia griseipeltata
Geranomyia griseipeltata is een tweevleugelige uit de familie steltmuggen (Limoniidae). De soort komt voor in het Afrotropisch gebied.